# Pseudochromis aureolineatus
Pseudochromis aureolineatus, thường được gọi là đạm bì sọc vàng, là một loài cá biển thuộc chi Pseudochromis trong họ Cá đạm bì. Loài này được mô tả lần đầu tiên vào năm 2004. Trong tiếng Latinh, aurum có nghĩa là "kim loại vàng" và linea có nghĩa là "đường sọc", ám chỉ dải màu vàng kim loại đặc trưng ở đầu và kéo dài đến tận cuống đuôi ở loài này.

## Phân bố và môi trường sống
P. aureolineatus có phạm vi phân bố rải rác ở vùng biển Ấn Độ Dương. Ở phía tây Ấn Độ Dương, loài này được tìm thấy tại Comoros; ở phía đông, loài này được tìm thấy tại các đảo phía tây của Indonesia. P. aureolineatus sinh sống xung quanh các rạn san hô và các bãi đá ngầm ở độ sâu tương đối nông, được ghi nhận trong khoảng từ 15 đến 30 m.

## Mô tả
P. aureolineatus trưởng thành đạt kích thước khoảng 7 cm. Vây đuôi được khía rãnh. Không rõ màu sắc khi còn sống của nó. Mẫu vật ngâm rượu cho thấy rõ đốm màu nâu xám trên nắp mang của nó. Nửa đầu trên và khắp thân có màu nâu xám sẫm; phần còn lại có màu vàng nâu nhạt. Đốm đen trên vây lưng không xuất hiện. Phần thân trên vẫn giữ được dải màu vàng.
Số ngạnh ở vây lưng: 3; Số vây tia mềm ở vây lưng: 26 - 27; Số ngạnh ở vây hậu môn: 3; Số vây tia mềm ở vây hậu môn: 15 - 16; Số vảy ở đường bên: 41 - 43; Số đốt sống: 26. Vây tia của vây lưng và vây hậu môn có phân đốt.
Thức ăn của P. aureolineatus có lẽ là rong tảo và các sinh vật phù du nhỏ.